# Synagoga Pod Białym Bocianem we Wrocławiu
Synagoga Pod Białym Bocianem we Wrocławiu (niem. Synagoge Zum Weißen Storch in Breslau) przy ulicy Pawła Włodkowica 5a, projektu wybitnego architekta Carla Ferdinanda Langhansa, jest jedną z dwóch czynnych synagog we Wrocławiu.
Po odzyskaniu jej w 1996 roku stała się największą i główną synagogą Gminy Wyznaniowej Żydowskiej we Wrocławiu.

## Historia

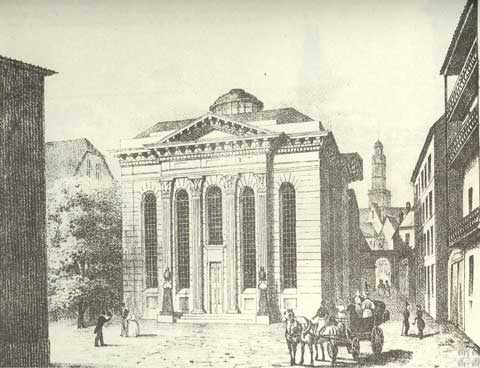
Synagoga, 1830

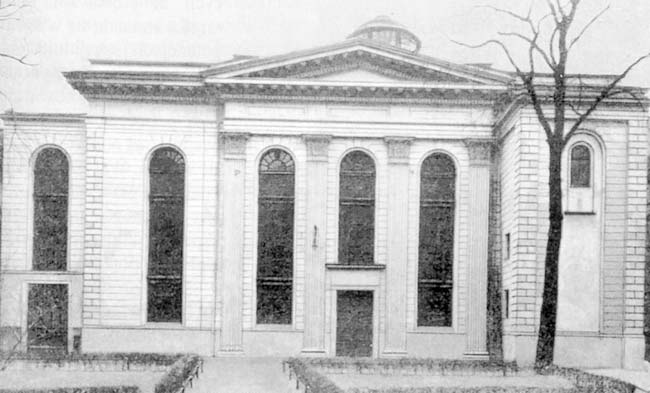
Synagoga, widok przedwojenny

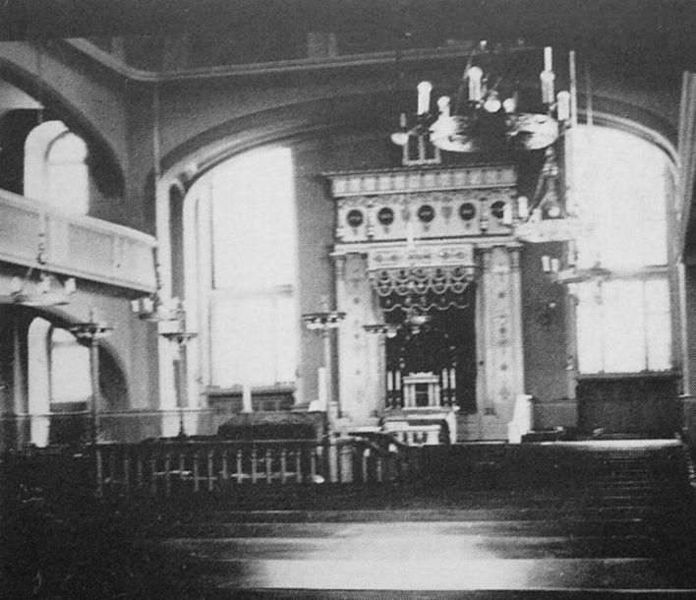
Wnętrze synagogi, widok przedwojenny

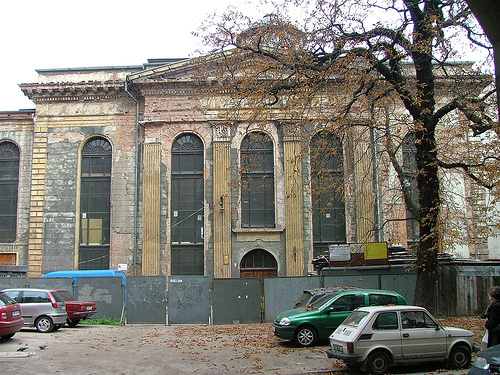
Synagoga, 2004

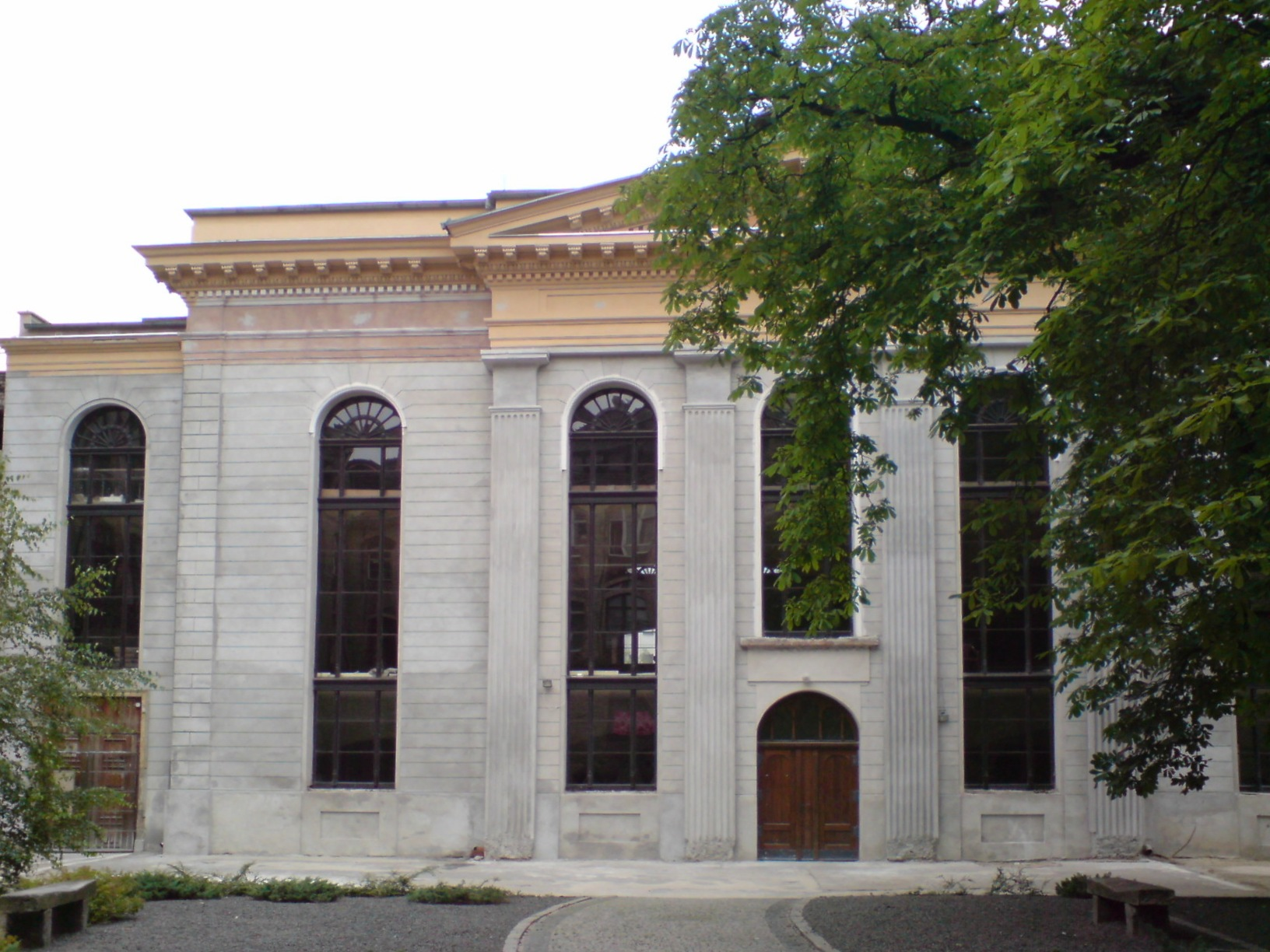
Synagoga, lipiec 2007

### Próby budowy synagogi
Koncepcje budowy synagogi narodziły się w 1790 roku, kiedy to minister Śląska, hrabia Karl Georg Heinrich von Hoym, wysunął propozycję budowy ogólnodostępnej synagogi we Wrocławiu, która służyłaby całej gminie żydowskiej, a przy tym zamknięcie wszystkich rozproszonych po mieście prywatnych bożnic i domów modlitwy. Plan nie został jednak zrealizowany ze względu na brak zainteresowania ze strony ortodoksyjnych Żydów.
W sierpniu 1819 roku Ministerstwo Spraw Wewnętrznych z siedzibą w Berlinie w imieniu króla Fryderyka Wilhelma III wysłało list, w którym wyraźnie zażądano budowy dużej, ogólnodostępnej synagogi, a także zamknięcia małych modlitewni nie posiadających ważnych koncesji. Zarząd gminy po długich konsultacjach i debatach odmówił wykonania królewskiego żądania.
2 kwietnia 1820 roku gmina żydowska wystosowała list do prezydenta policji we Wrocławiu, w którym wyjaśniono przyczyny odmowy wobec wykonania królewskiego żądania. Problemem był brak funduszy na budowę, a także nieuregulowane sprawy dotyczące judaizmu w konstytucji, zapowiadane w edykcie z 1812 roku. W odpowiedzi na pismo gminy tym razem stanowczo zażądano wzniesienia w ciągu dwóch lat nowej synagogi.
Wkrótce przystąpiono do zbiórki pieniędzy. Zebrano 9812 talarów, z czego 6777 przekazało Pierwsze Towarzystwo Braci, a pozostałą część członkowie ośmiu małych, ortodoksyjnych modlitewni, których wspierał rabin Salomon Tiktin. Jednak większość ortodoksów była przeciwna budowie synagogi i nie wsparła jej finansowo. Uzyskane fundusze nie były jednak na tyle duże, aby można było rozpocząć budowę.
W grudniu 1820 roku rozpisano ratalną sprzedaż miejsc siedzących w przyszłej synagodze, dzięki której zebrano kwotę pozwalającą na wzniesienie budowli. Wkrótce rozpoczęto pertraktacje z kupcem Jakobem Philipem Silbersteinem, właścicielem działki budowlanej przy ulicy św. Antoniego 35, na której wcześniej stała gospoda Pod Białym Bocianem – stąd przyszła nazwa synagogi. W 1819 roku również wykonano plan architektoniczny, który został zaakceptowany przez administrację budowlaną.
W czerwcu 1821 roku zarząd gminy żydowskiej zawiesił budowę synagogi ze względu na opór większości jej członków. Powodem tego było zapewne zbyt wielkie zróżnicowanie poglądowe i religijne oraz brak jedności we wrocławskiej gminie.

### Budowa
W 1826 roku odrodził się zamiar budowy dużej i reprezentacyjnej synagogi, tym razem wśród członków liberalnego Pierwszego Towarzystwa Braci. Prawdopodobnym tego powodem było wygaśnięcie w 1817 roku dzierżawy synagogi Tempel, wśród której działali członkowie towarzystwa.
Prace budowlane zostały rozpoczęte w 1827 roku na zakupionej pod koniec 1820 roku działce przy ulicy św. Antoniego i zrealizowane według stworzonego w 1819 roku projektu architektonicznego. Jej inwestorem został Jakob Philip Silberstein, właściciel działki, członek gminy, a możliwe, że również Towarzystwa. Pracami budowlanymi od czasu rozpoczęcia budowy do maja 1828 roku kierował mistrz murarski Schindler, a po jego śmierci mistrz murarski Tschoke. Nad całością prac czuwał konduktor budowlany Thiele.
23 kwietnia 1829 roku nastąpiło uroczyste otwarcie synagogi, zaś pierwsze nabożeństwo odbyło się 13 dni wcześniej, czyli 10 kwietnia. Od tego czasu funkcjonowała jako prywatna synagoga członków towarzystwa.
Projektantem synagogi był niemiecki architekt i radca budowlany Carl Ferdinand Langhans, który wzorował się na śląsko-pruskim XVIII-wiecznym stylu budowli sakralnych. Pierwszy wystrój malarski był dziełem malarza Raphaela Biowa i jego syna. Jemu również przez pewien czas przypisywano autorstwo projektu synagogi.

### Po otwarciu
W 1847 roku została główną i ogólnodostępną synagogą frakcji liberalnej wrocławskiej gminy żydowskiej. W 1872 roku po wybudowaniu Nowej Synagogi przy ulicy Podwale, synagogę przejęli Żydzi konserwatywni. Wówczas na przełomie 1872 i 1873 roku przeprowadzono prace remontowe, które zakłóciły harmonijną kompozycję budowli. Wówczas dodano trzy zewnętrzne klatki schodowe, które prowadziły na galerie dla kobiet. W 1997 roku podczas prac renowacyjnych została usunięta znajdująca się w narożniku południowo-wschodnim klatka schodowa.
Zgodnie z zasadami religijnymi, podczas nabożeństw, kobiety i mężczyźni musieli być rozdzieleni. Dlatego w 1905 roku gruntownie przebudowano wnętrze synagogi, którą kierowali bracia Paul i Richard Ehrlichowie. Wówczas dodano nowe, żelbetowe neoromańskie galerie dla kobiet, które zastąpiły drewniane empory wsparte na 12 filarach. Na przełomie 1928 i 1929 roku, w setną rocznicę istnienia, synagoga przeszła gruntowny remont, po którym bardzo się unowocześniła. Odnowiono elewacje i wnętrze, dodano elektryczne oświetlenie, zamontowano centralne ogrzewanie oraz wybudowano pośrodku jedną z najważniejszych elementów synagogi – bimę, którą zaprojektował A. Grotte.

### Noc kryształowa i II wojna światowa
Podczas nocy kryształowej z 9 na 10 listopada 1938 roku bojówki hitlerowskie zdewastowały wnętrze synagogi oraz podarły na strzępy znajdujące się w niej zwoje Tory. Jednak ze względu na bliskie sąsiedztwo innych budynków nie została podpalona, co uchroniło ją od całkowitego zniszczenia (które spotkało okazałą Nową Synagogę). Po tych wydarzeniach została prowizorycznie odnowiona i równocześnie służyła Żydom konserwatywnym i liberalnym, choć nabożeństwa odbywały się osobno i w różnym czasie.
Po wybuchu II wojny światowej użytkowana była do 1943 roku. Po tym roku hitlerowcy przerobili wnętrze synagogi na warsztat samochodowy oraz magazyny zrabowanego mienia żydowskiego. Wówczas część oryginalnego wyposażenia uległa zniszczeniu bądź rozproszeniu. Na dziedzińcu synagogi urządzono jedno z miejsc zbiórek dla deportowanych do obozów zagłady wrocławskich Żydów. Fakt ten przypomina tablica pamiątkowa.

### Lata 1945-1995
13 sierpnia 1945 roku Komitet Żydowski we Wrocławiu zwrócił się do prezydenta miasta Aleksandra Wachniewskiego o zwrot synagogi, którą wówczas zajmowała milicja przemysłowa. Po jej odzyskaniu została wyremontowana oraz z powrotem dostosowana do potrzeb kultu religijnego przez Kongregację Wyznania Mojżeszowego we Wrocławiu.
W latach 60. dochodziło do notorycznego wybijania szyb w synagodze, których dokonywali nieznani sprawcy. Chuligani początkowo grasowali od strony odgruzowanego i nie odgrodzonego placu na ulicy św. Antoniego, przylegającego do północnej ściany synagogi. Następnie miejscem ich schronienia był wówczas przeznaczony do rozbiórki budynek przy ulicy św. Antoniego 6, z którego kamieniami powybijano cenne witraże okien ściany wschodniej. Mimo licznych interwencji kongregacji w Wydziale do Spraw Wyznań oraz Milicji Obywatelskiej nic nie zdziałano. Od tego czasu stan synagogi znacznie się pogorszył.
5 lipca 1963 roku Kongregacja wystosowała list do Związku Religijnego Wyznania Mojżeszowego, w którym prosi i uzasadnia przyznanie funduszy na remont synagogi:
„Synagoga znajduje się w takim stanie, że grozi całkowite zniszczenie budynku, a obecny jej stan i wygląd wywołuje bardzo przykre wrażenie na osobach uczęszczających na nabożeństwa. Sufit synagogi wali się, większość szyb jest powybijanych, tynki ze ścian odpadają, budynek niszczeje do reszty i grozi mu całkowite zgrzybienie. Ponadto wyjście zapasowe jest nieczynne, albowiem część budynku w tym miejscu grozi zawaleniem, co stwarza groźbę niebezpieczeństwa dla życia ludzkiego w razie pożaru”.
W połowie 1964 roku nieznani sprawcy dwukrotnie wybili okna w synagodze, za drugim razem wkradli się na strych skąd wykradli sporą część modlitewników. W 1965 roku ZRWM otrzymał od Jointu 10 000 dolarów, które wpłynęły na konto PKO i miały posłużyć m.in. na remont wrocławskiej synagogi. 27 lipca 1966 roku Wydział Budownictwa, Urbanistyki i Architektury przy Prezydium DRN wydał decyzję w sprawie synagogi:
„[...] wzywa się do opróżnienia lokalu sakralnego, zajmowanego w budynku przy ul. Włodkowica 9 w terminie do 10 sierpnia 1966. [...] Stan techniczny obiektu i lokalu zagraża bezpieczeństwu życia i mienia ludzkiego ze względu na duże zniszczenia owadami i grzybem elementów konstrukcji wieszarowej dachu”.
W piśmie do Prezydium Rady Narodowej, Wydział ds. Wyznań z 23 sierpnia 1966 roku, Kongregacja stwierdziła, że faktycznie zaistniał taki stan. Synagoga zostanie wyremontowana na koszt Związku Religijnego Wyznania Mojżeszowego, ale „Kongregacja oczekuje na tym odcinku również pomocy ze strony Prezydium RN m. Wrocławia, albowiem religijna ludność wyznania mojżeszowego została pozbawiona możliwości korzystania z nabożeństw nawet w okresie uroczystych świąt”.
W 28 marca 1967 roku Kongregacja zwróciła się z apelem do ówczesnego Przewodniczącego Wojewódzkiej Rady Narodowej, Bolesława Iwaszkiewicza:
„Kongregacja Wyznania Mojżeszowego we Wrocławiu jest liczebnie największą w Polsce, a mieszkańcy Wrocławia są praktycznie pozbawieni udziału w nabożeństwach, albowiem nawet w kraju – duża i zabytkowa synagoga przy ul. Włodkowica 9 jest zamknięta od 30.IX.1966 r. przez Wydział Architektury, gdyż zawieszenia stropowe grożą zawaleniem i ww. budynek wymaga kapitalnego remontu. Mała synagoga przy Włodkowica 9 może pomieścić tylko około 50 osób i w ten sposób obywatele Polski wyznania mojżeszowego zamieszkali we Wrocławiu nie mają możliwości uczestniczenia w nabożeństwach sobotnich, ani z okazji uroczystych świąt, oraz w nabożeństwach za dusze zmarłych. Ten stan rzeczy spowodował wśród mieszkańców Wrocławia wyznania mojżeszowego zrozumiałe przygnębienie. Kongregacja wyraża pogląd, że istnieją wszystkie warunki społeczne, polityczne i materialne, by dać ludności wyznania mojżeszowego możliwość uczestniczenia i w nabożeństwach za zmarłych.”.
W dalszej części listu zaznaczono, że z synagogi podczas największych świąt korzysta około 2000 osób z Wrocławia i podwrocławskich miejscowości. W uzasadnieniu proszono, by synagogę wyremontowano dzięki pomocy władz miasta, a także Jointu.
Po dokonanej wizji lokalnej Wydział Budownictwa, Urbanistyki i Architektury przy Prezydium DRN zezwolił na odbywanie modłów w części parterowej i na pierwszym piętrze z okazji świąt żydowskich w dniach 4, 5, 6, 13, 14 i 26 października 1967 roku. Wkrótce za zezwoleniem władz miasta dokonano rozbiórki domów przy ulicy św. Antoniego, które okalały synagogę. Budynek przez to został pozbawiony naturalnego ogrodzenia, co ułatwiło wandalom dalszą dewastację oraz wybijanie szyb w synagodze.

Po wydarzeniach z marca 1968 roku i emigracji znacznej części wrocławskiej społeczności żydowskiej nabożeństwa w synagodze zostały prawdopodobnie zawieszone, o czym może świadczyć, że w święto Pesach modlono się tylko w małej synagodze. W 1974 roku na podstawie ustawy o poniemieckim majątku opuszczonym synagoga została przejęta przez Skarb Państwa i w tym samym roku przekazana Uniwersytetowi Wrocławskiemu. W jej wnętrzu miała powstać biblioteka, czytelnia oraz sale wykładowe Biblioteki Uniwersyteckiej. W 1976 roku rozpoczęto prace związane z adaptacją budynku, m.in. w usunięto całą podłogę, a także odkryto fragment pierwszej polichromii. Po kilku miesiącach prace zostały zawieszone ze względu na brak środków finansowych.

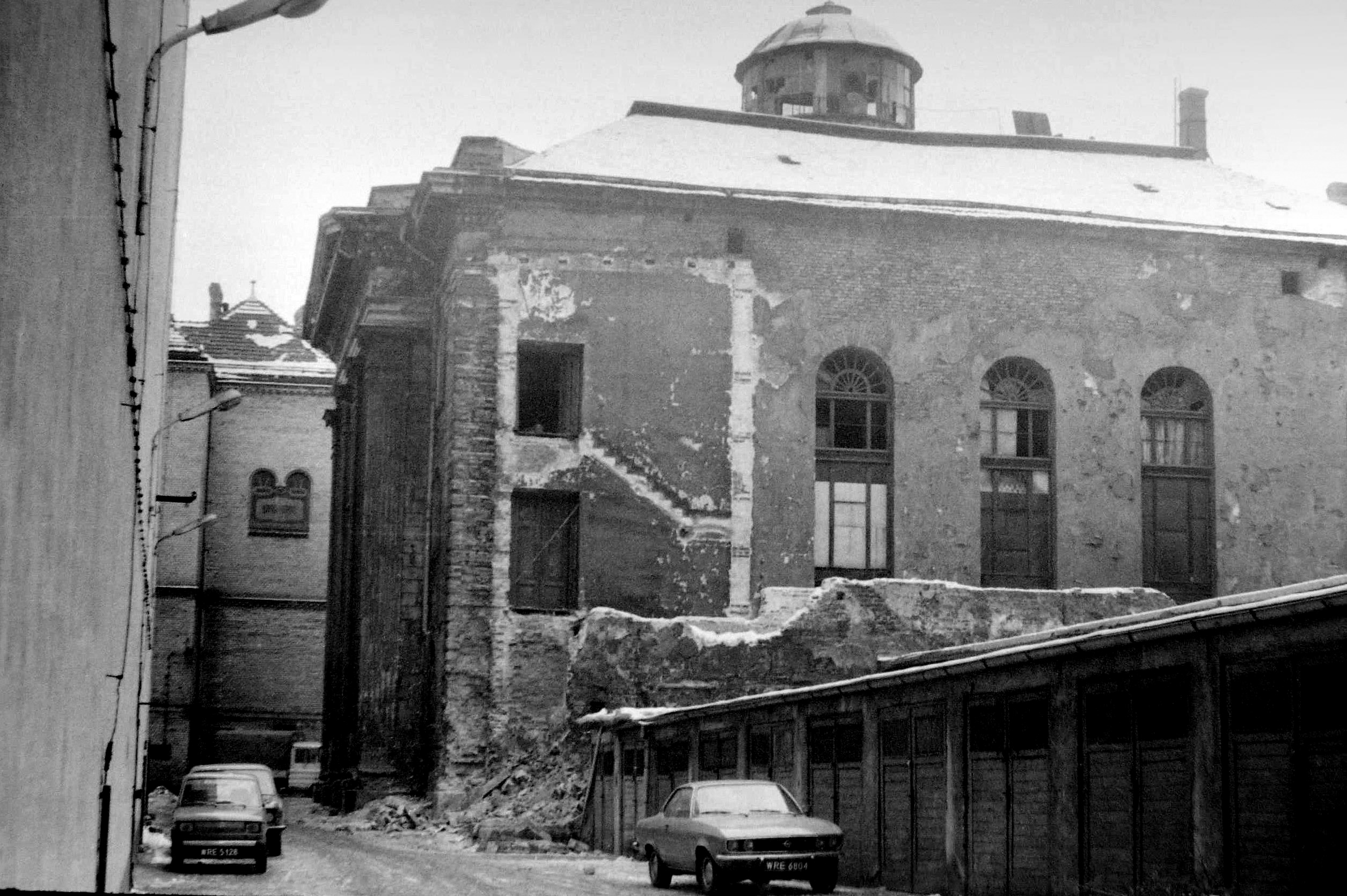
Synagoga w 1979 r.

W 1984 roku synagoga została zakupiona przez Centrum Kultury i Sztuki, które wystawiało w synagodze występy różnych artystów. W tym czasie doszło do dwóch pożarów. W 1989 roku budynek został przejęty przez Akademię Muzyczną we Wrocławiu, która chciała przebudować go na salę koncertową. Podczas prac zdjęto dach i na tym się skończyło. Pozostawiony na pastwę losu budynek coraz bardziej popadał w ruinę, mury nasiąkały wilgocią, a tynk i dekoracje zaczęły odpadać.
W 1992 roku synagogę kupił prywatny przedsiębiorca Jacek Lesiczka, który nie przeprowadził w synagodze żadnych prac remontowych. Od tego czasu po licznych namowach Erica Bowesa, wrocławskiego Żyda, który obecnie mieszka w Stanach Zjednoczonych, Gmina Wyznaniowa Żydowska we Wrocławiu zaczęła starania o zwrot synagogi. Jednak po licznych spotkaniach z właścicielem budynku oraz urzędnikami miejskimi nie udało się jej odzyskać, ze względu na bardzo zawyżoną cenę, którą proponował Jacek Lesiczka.
Wkrótce doszło do spotkania przedstawicieli Zarządu Gminy Żydowskiej we Wrocławiu, panów Jerzego Kichlera i Anatola Kaszena z arcybiskupem metropolitą wrocławskim, kardynałem Henrykiem Gulbinowiczem w sprawie zdewastowanego budynku synagogi. Za jego namową ówczesne Ministerstwo Kultury i Sztuki odkupiło synagogę i przekazało gminie żydowskiej.

### 1995-2005

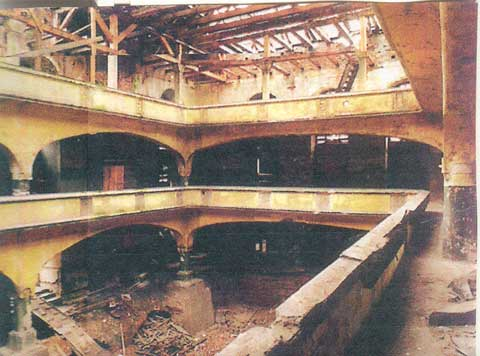
Zrujnowane wnętrze synagogi, 1996

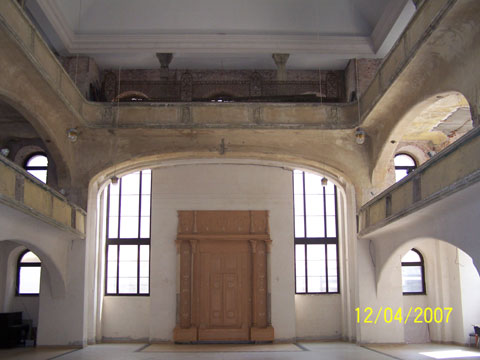
Aron ha-kodesz, kwiecień 2007

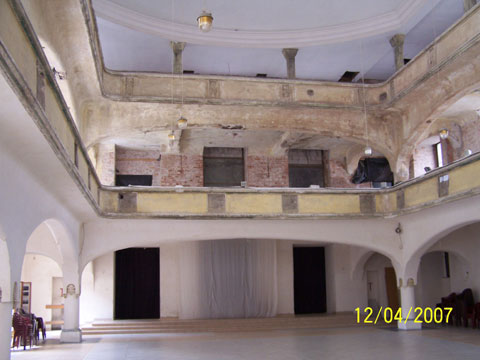
Wnętrze synagogi, kwiecień 2007

24 września 1995 roku po raz pierwszy od lat w zrujnowanej synagodze odbyło się nabożeństwo z okazji święta Rosz ha-Szana, w którym udział wzięło około 400 osób. Wówczas po raz pierwszy zaśpiewał Chór Synagogi pod Białym Bocianem. 10 kwietnia 1996 roku przywrócono pełne prawo własności synagogi Gminie Wyznaniowej Żydowskiej we Wrocławiu. Obecnie synagoga należy do ortodoksyjnego odłamu judaizmu.
W maju 1996 roku rozpoczęto pierwszy etap prac remontowych w synagodze, mający na celu odbudowę dachu. Fundusze na ten cel zostały przekazane przez Fundację Współpracy Polsko-Niemieckiej. W czerwcu rozpoczęto drugi etap mający na celu uporządkowanie pozostałych części budynku oraz opracowanie szczegółowych planów renowacji, opartych na zachowanych przekazach ikonograficznych. W 1998 roku zakończono trzeci etap, podczas którego przeprowadzono podstawowe prace budowlane, takie jak naprawa zawilgoconych i popękanych murów, rekonstrukcję ram okiennych i sufitu nawy głównej, wstawienie nowych schodów oraz instalację ogrzewania. Niedawna dotacja ze środków KGHM Miedź umożliwiła m.in. położenie części tynków.
8 listopada 1998 roku podczas uroczystości 60-lecia nocy kryształowej w synagodze odbyło się uroczyste nabożeństwo poświęcone ofiarom tamtych wydarzeń. Uroczystość była również ukoronowaniem dotychczasowych starań o zwrot i uratowanie synagogi.
2 lipca 2000 roku w synagodze odbył się pierwszy od 1964 roku ślub. Pod chupą stanęli pochodzący z Montclair w stanie New Jersey, Ellen Friedland i Curt Fissel. Oboje zabrali ze sobą z USA rabina Michaela Monsona, który udzielał ślubu oraz pochodzącego z Polski kantora Davida Wiśnię. W ślubnej uroczystości uczestniczyli również proboszczowie pobliskich parafii: katolickiej, ewangelicko-augsburskiej i prawosławnej.
10 maja 2002 roku około godziny 20.30 doszło do próby podpalenia synagogi. Nieznany sprawca podłożył ogień na materiały budowlane składowane przy zachodnim murze synagogi. Dzięki szybkiej reakcji dozorcy na miejsce natychmiast przyjechały trzy wozy strażackie. Pożar ugaszono po kilku minutach. Straty oszacowano na kilka tysięcy złotych.

### Po 2005
7 maja 2005 roku powołane zostało w synagodze Centrum Kultury i Edukacji Żydowskiej działające w ramach wrocławskiego oddziału Związku Gmin Wyznaniowych Żydowskich w RP, administrowane przez Fundację Bente Kahan. Bente Kahan jest dyrektorem CKiEZ oraz dyrektorem artystycznym synagogi. Fundacja Bente Kahan wspólnie z wrocławskim oddziałem Związku Gmin Wyznaniowych Żydowskich w RP łączą wysiłki zmierzające ku renowacji Synagogi Pod Białym Bocianem. Synagoga pełnić ma funkcje kultowe, a także nowoczesnego ośrodka kultury i edukacji o wymiarze międzynarodowym, uwzględniając utworzenie Muzeum Żydowskiego we Wrocławiu, do którego trafią m.in. eksponaty z czynnej obecnie wystawy we wrocławskim ratuszu.
W 2005 roku dzięki dotacjom od Urzędu Miejskiego we Wrocławiu w wysokości 90 000 zł w synagodze położono posadzkę. Wkrótce dzięki inicjatywie koordynatora biura gminy żydowskiej Klary Kołodziejskiej uporządkowano również teren przed synagogą – zlikwidowano nieestetyczne ogrodzenie i prowizoryczny parking, a plac obsadzono roślinnością. 10 listopada 2007 roku nastąpiło odsłonięcie odrestaurowanego, klasycystycznego Aron ha-kodesz, który w całości przypominał ten znajdujący się w synagodze przed wojną i bezpośrednio po niej.
W 2008 roku na fundusze na remont synagogi w ramach Programu Ścieżki Kulturowej Czterech Świątyń przyznało miasto Wrocław, Związek Gmin Wyznaniowych Żydowskich RP oraz Ministerstwo Kultury i Dziedzictwa Narodowego ze środków unijnych. Na rewaloryzację wnętrza i elewacji oraz budowę wind dla niepełnosprawnych przeznaczono w sumie 2,5 miliona euro. Funduszy wystarczy także na wymianę wszystkich instalacji, zabezpieczenie budynku przed wilgocią oraz odtworzenie witraży i pierwotnej dekoracji, na którą składają się stonowane kolorystycznie ornamenty geometryczne i kwiatowe w stylu klasycystycznym. Renowację w latach 2008–2009 przeprowadzi wrocławska firma Castellum, która specjalizuje się w pracach remontowych obiektów zabytkowych. Będą realizować projekt przygotowany przed laty przez pracownię konserwatorską Archikon. W 2009 roku zostanie rozpisany konkurs na koncepcję wyposażenia synagogi. Prawdopodobnie nie zostanie odtworzona bima lub będzie mobilna i multimedialna.
9 grudnia 2008 roku synagogę odwiedził duchowy przywódca Tybetańczyków Dalajlama XIV, gdzie spotkał się z przedstawicielami społeczności żydowskiej, rabinem Icchakiem Rapoportem oraz wysłuchał śpiewu chóru Synagogi Pod Białym Bocianem.

## Architektura

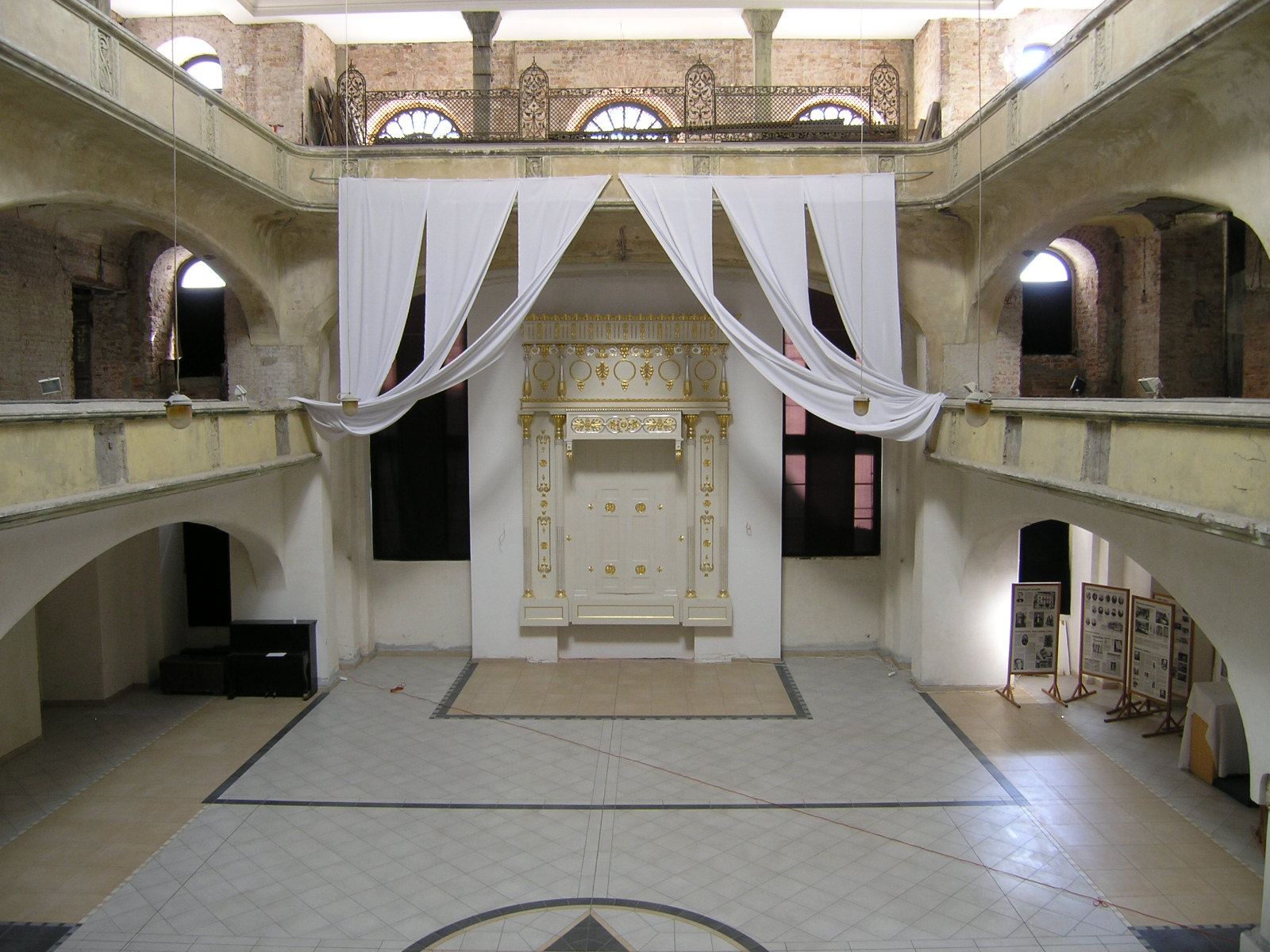
Aron ha-kodesz, listopad 2007

Murowany, orientowany i jednoprzestrzenny budynek synagogi wzniesiono na planie wydłużonego prostokąta w stylu klasycystycznym z elementami architektury rzymskiej. Tylko wschodniej i południowej elewacji nadano bogatą oprawę architektoniczną, której elementy kompozycyjne tworzą dwa płytkie ryzality z korynckimi pilastrowymi portykami zwieńczonymi trójkątnymi frontonami oraz wysokie okna zamknięte łukiem. Całość nakrywa spłaszczony, łamany dach osłonięty ślepą attyką, ponad którym góruje ośmioboczna latarnia zwieńczona niby kopułką.
Wnętrze obniżonej w stosunku do ulicy głównej sali modlitewnej jest nakryte sklepieniem nieckowym. Otaczają ją z trzech stron żelbetowe, dwupoziomowe, neoromańskie galerie dla kobiet zbudowane w 1905 roku. Zastąpiły one wcześniejsze drewniane empory, które wspierało 12 kolumn oraz przyściennych pilastrów. Prowadzą na nie zewnętrzne klatki schodowe zbudowane w 1872 roku i znajdujące się przy ścianie zachodniej oraz południowej.
Na ścianie wschodniej w monumentalnej arkadzie w kształcie serliany znajduje się bogato zdobiony Aron ha-kodesz, nad którym znajduje się okulus. Jego ramowe obramowanie ujmują cztery kolumienki po bokach, których kapitele dźwigają pełne belkowanie pokryte orientalną dekoracją oraz attykę. Całość zwieńczają tablice Dekalogu. Przez wiele lat resztki zniszczonej szafy przechowywano w Muzeum Historycznym we Wrocławiu. Do Aron ha-kodesz prowadziły pierwotnie schodki, na środku których stał pulpit.
Do 1872 roku wejście znajdujące się na południowej ścianie było używane wyłącznie podczas największych uroczystości religijnych. Poprzedzone były schodkami flankowanymi przez dwie latarnie i zwieńczone tablicą z nieznaną hebrajską inskrypcją. Pierwotnie główne wejścia znajdowały się na ścianie zachodniej, centralne dla mężczyzn, a dwa boczne dla kobiet.
- Synagoga jest obiektem, który stanowi wartość zabytkową. Została ona wpisana do krajowego rejestru zabytków nieruchomych pod numerem 203 w dniu 30 grudnia 1970 roku.

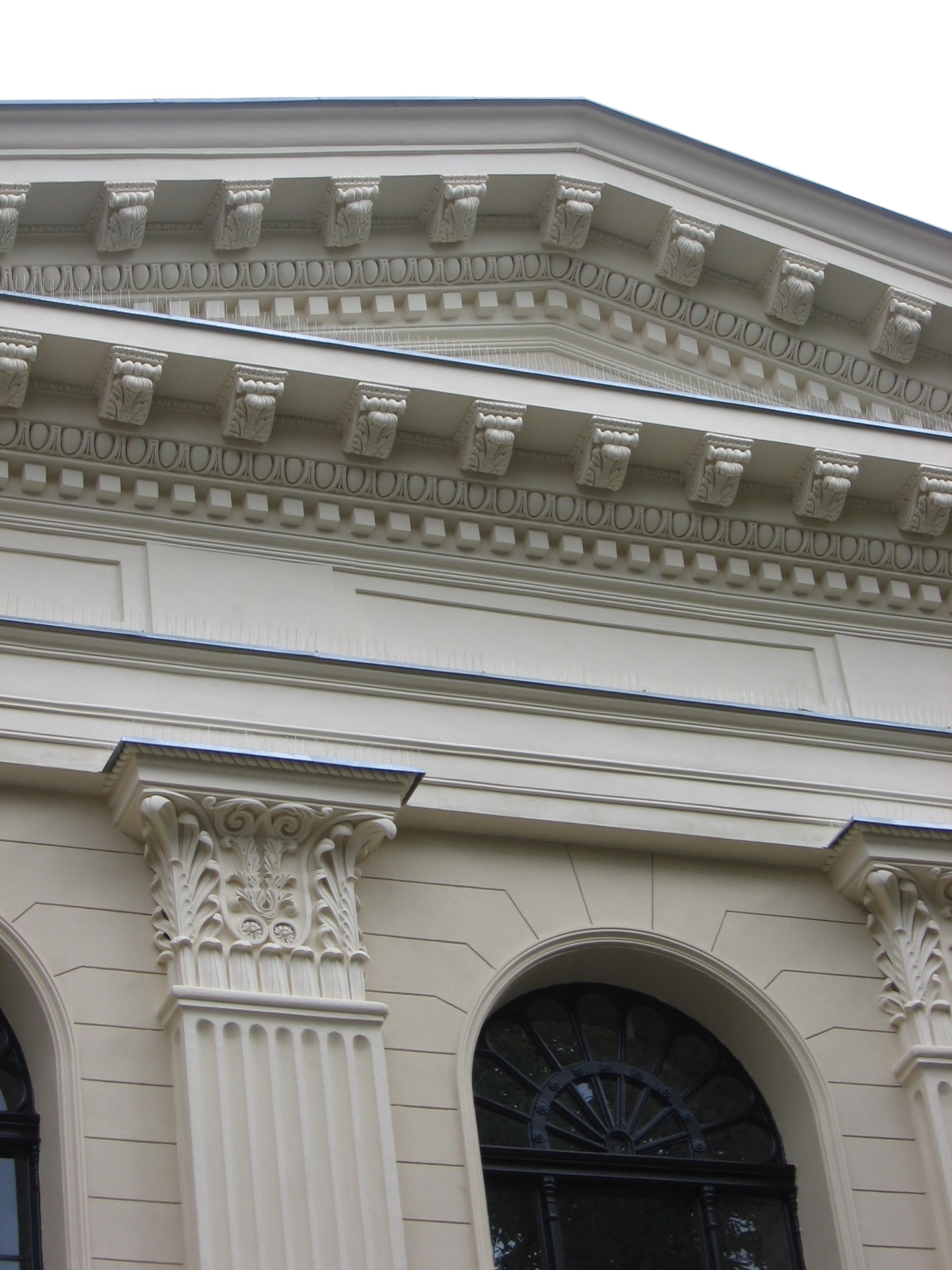
Górna część fasady
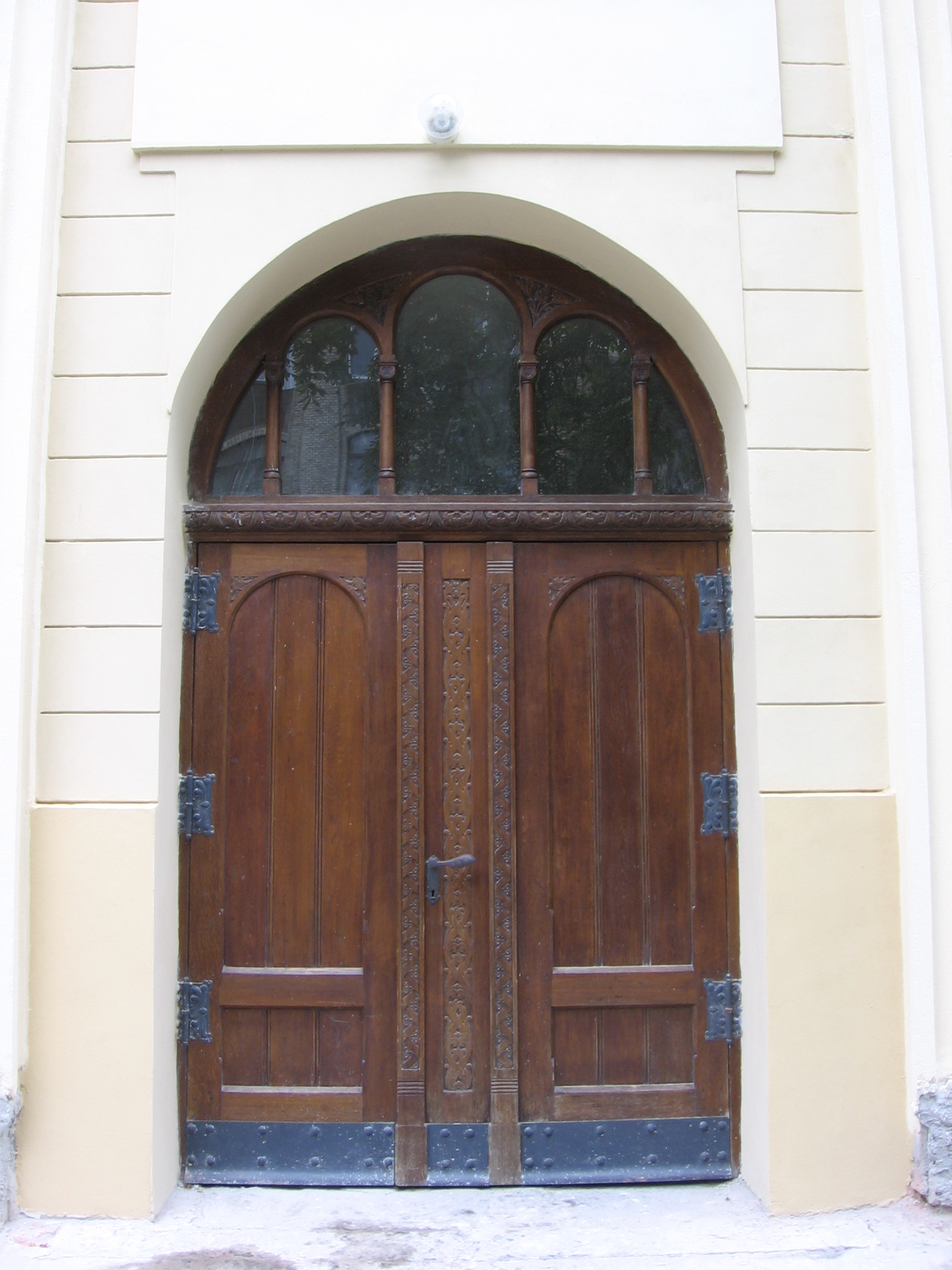
Główne drzwi wejściowe
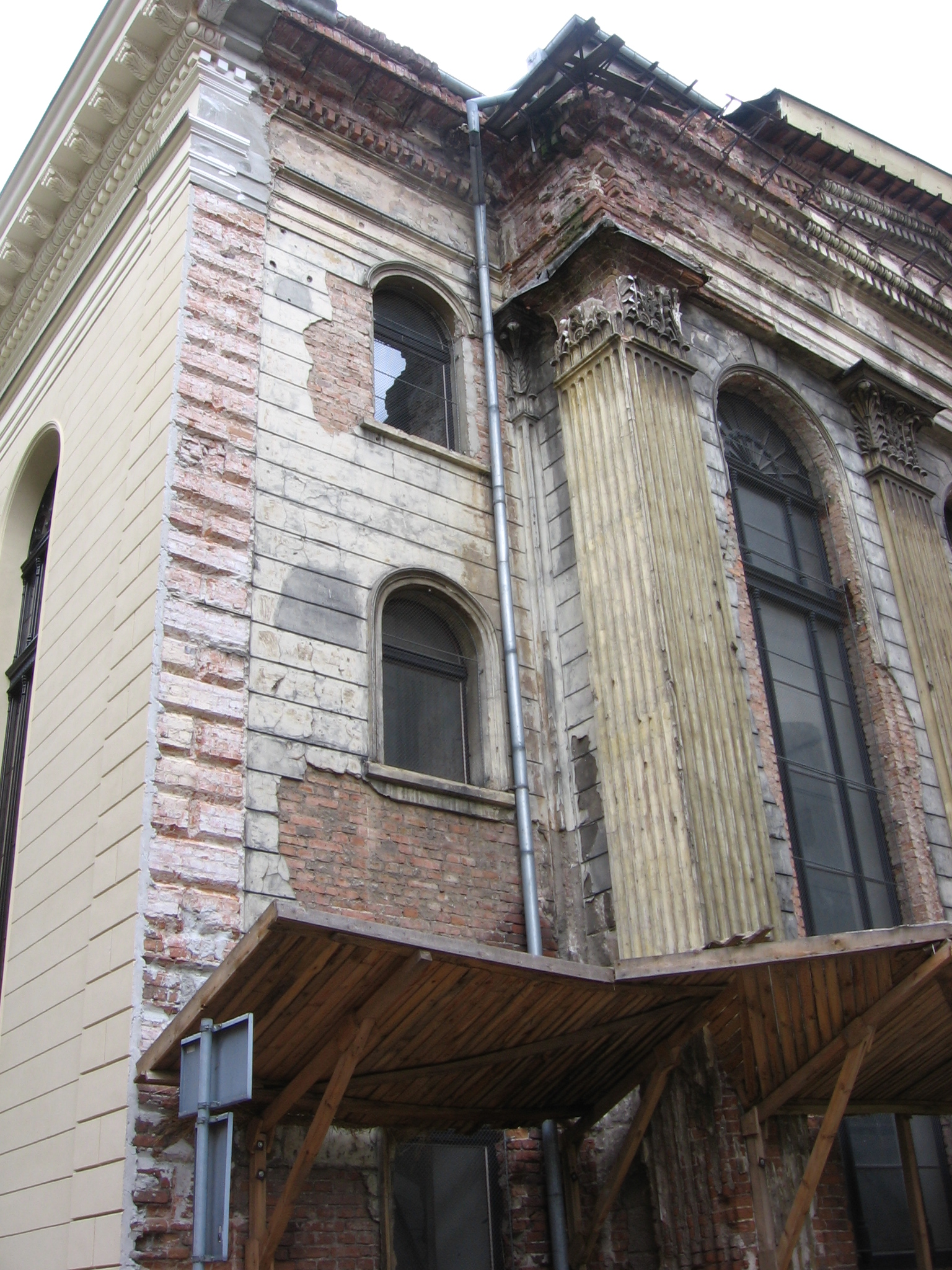
Między wschodem a południem
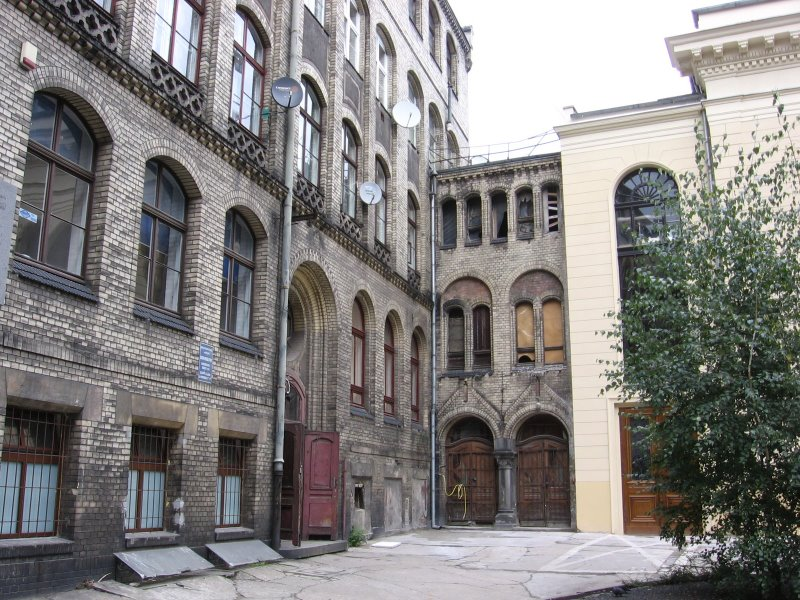
Połączenie synagogi z budynkiem gminy

## Otoczenie
Zaraz po wybudowaniu synagoga zasłonięta była od strony ulicy Pawła Włodkowica oraz św. Antoniego kamienicami, natomiast dobrze widoczna była od strony Promenady oraz pasażu Pokoyhof. Do ściany północnej przylegał ogród loży „Fryderyk Pod Złotym Berłem”, a od zachodu znajdował się obszerny plac przy którym stała synagoga Tempel.
W 1901 roku od strony południowej i zachodniej wzniesiono reprezentacyjny budynek zarządu wrocławskiej gminy żydowskiej. Dzięki temu przed południową elewacją synagogi stworzono istniejący do dziś dziedziniec, do którego prowadzi obszerna brama w gmachu gminy.

## Synagoga jako ośrodek kultury

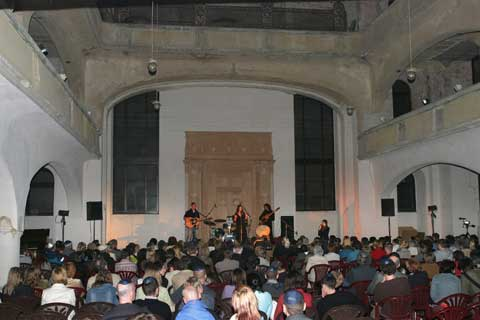
Koncert Idit Eshel

Synagoga Pod Białym Bocianem to nie tylko miejsce praktyk religijnych, ale również prężnie rozwijający się ośrodek kultury żydowskiej, w którym odbywają się liczne wystawy, koncerty, wernisaże, występy teatralne, warsztaty oraz spotkania. Powodem tego jest dobra akustyka obiektu, jak również jego wielkość, który może pomieścić kilkaset ludzi.
Znaczne ożywienie kulturalne synagogi następuje od maja 2005 roku, kiedy otwarto Centrum Edukacji i Kultury Żydowskiej, które prowadzi działalność, organizując przez cały rok przedsięwzięcia kulturalne i edukacyjne związane z kulturą żydowską.

## Galeria

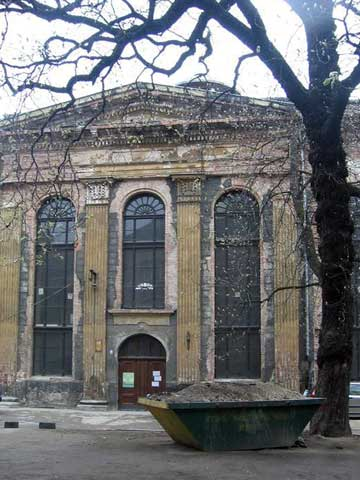
Synagoga, listopad 2006
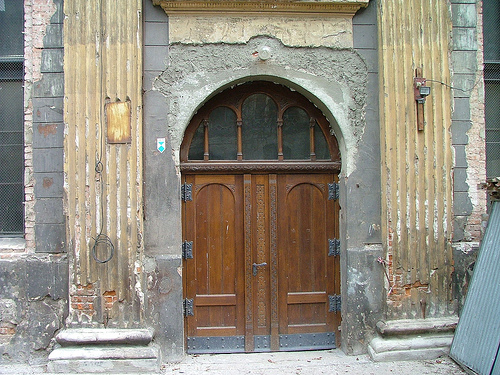
Drzwi wejściowe, listopad 2006
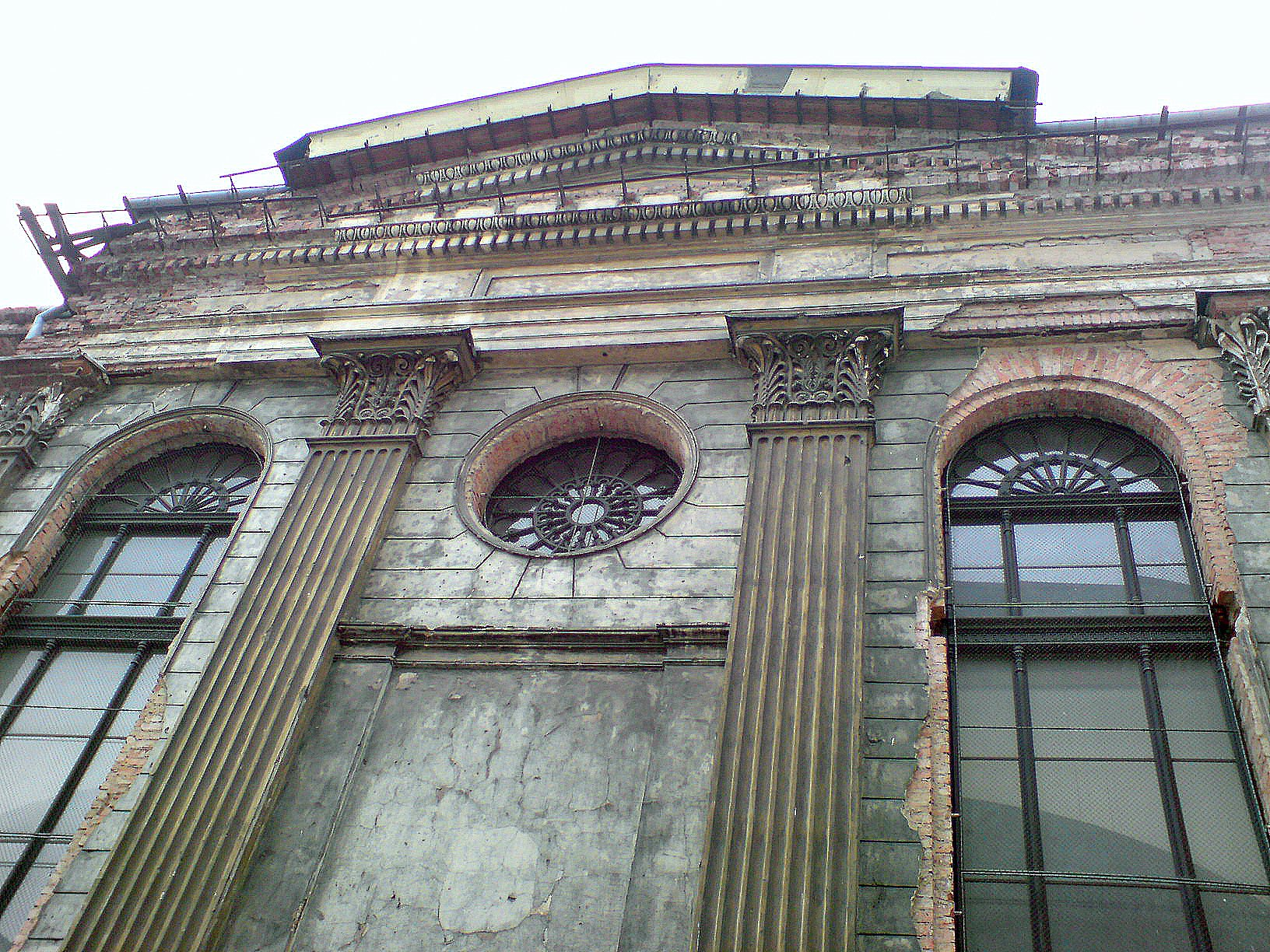
Ściana wschodnia, 2007
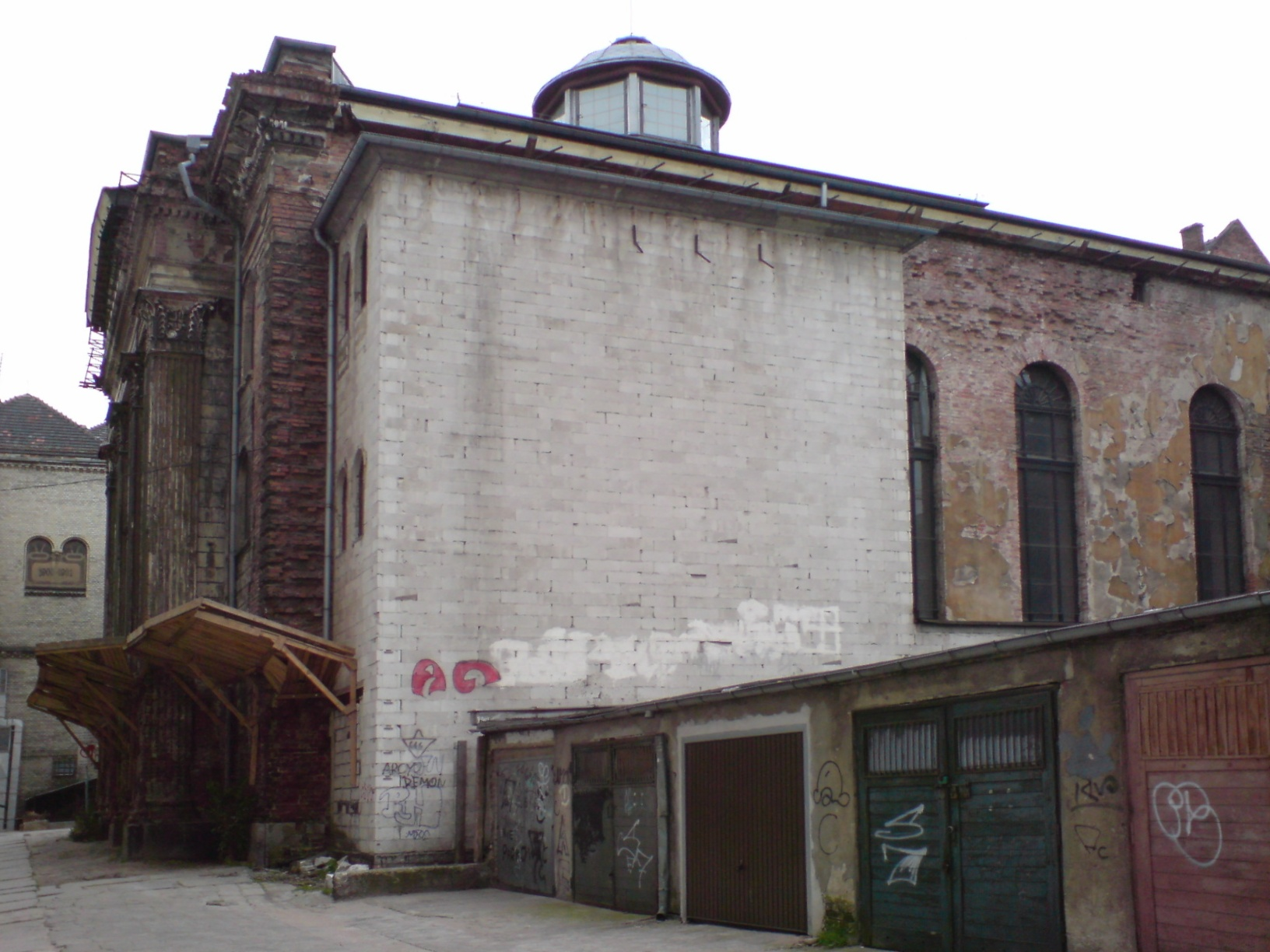
Ściana północna, lipiec 2007
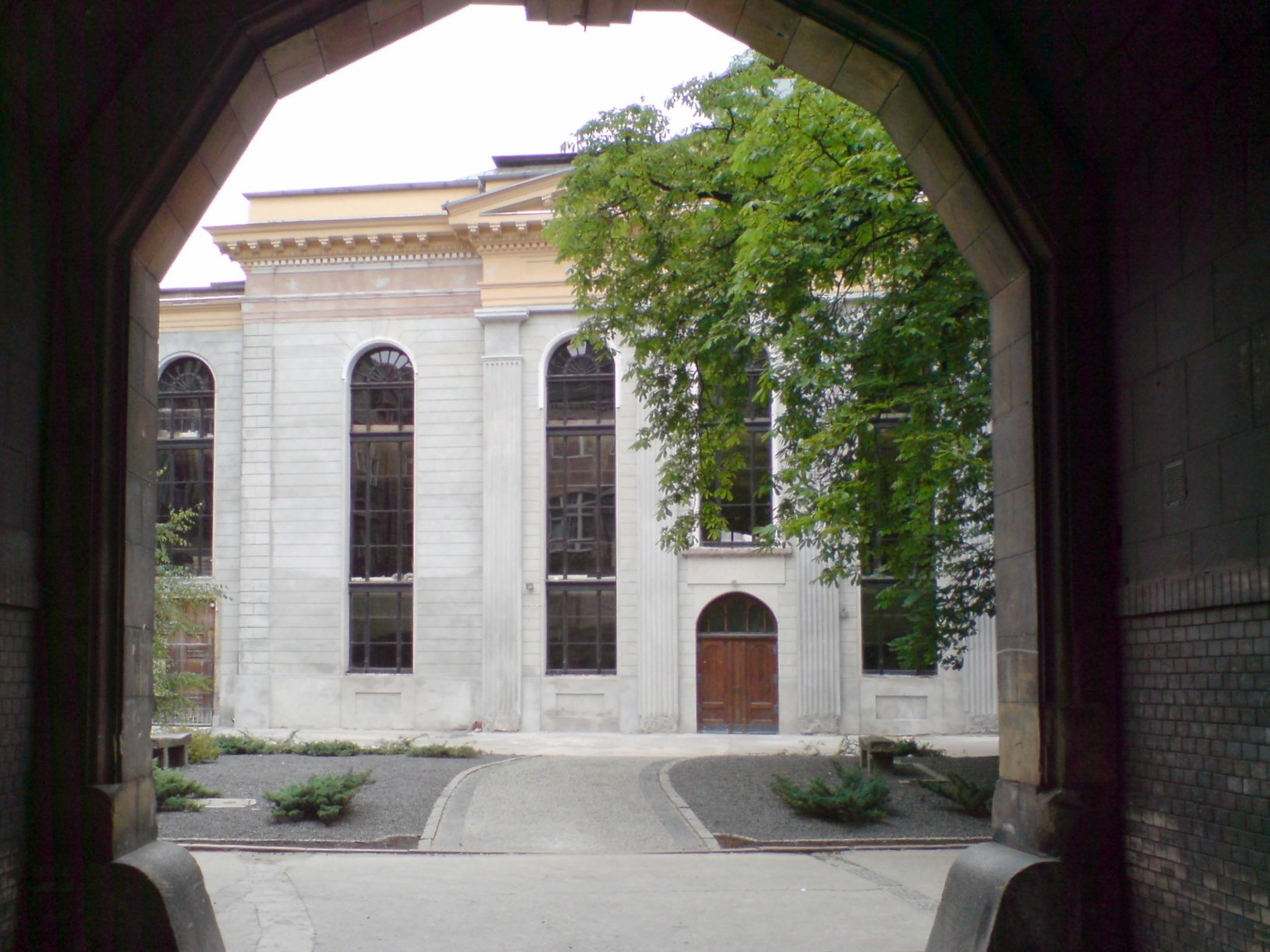
Widok z bramy, lipiec 2007
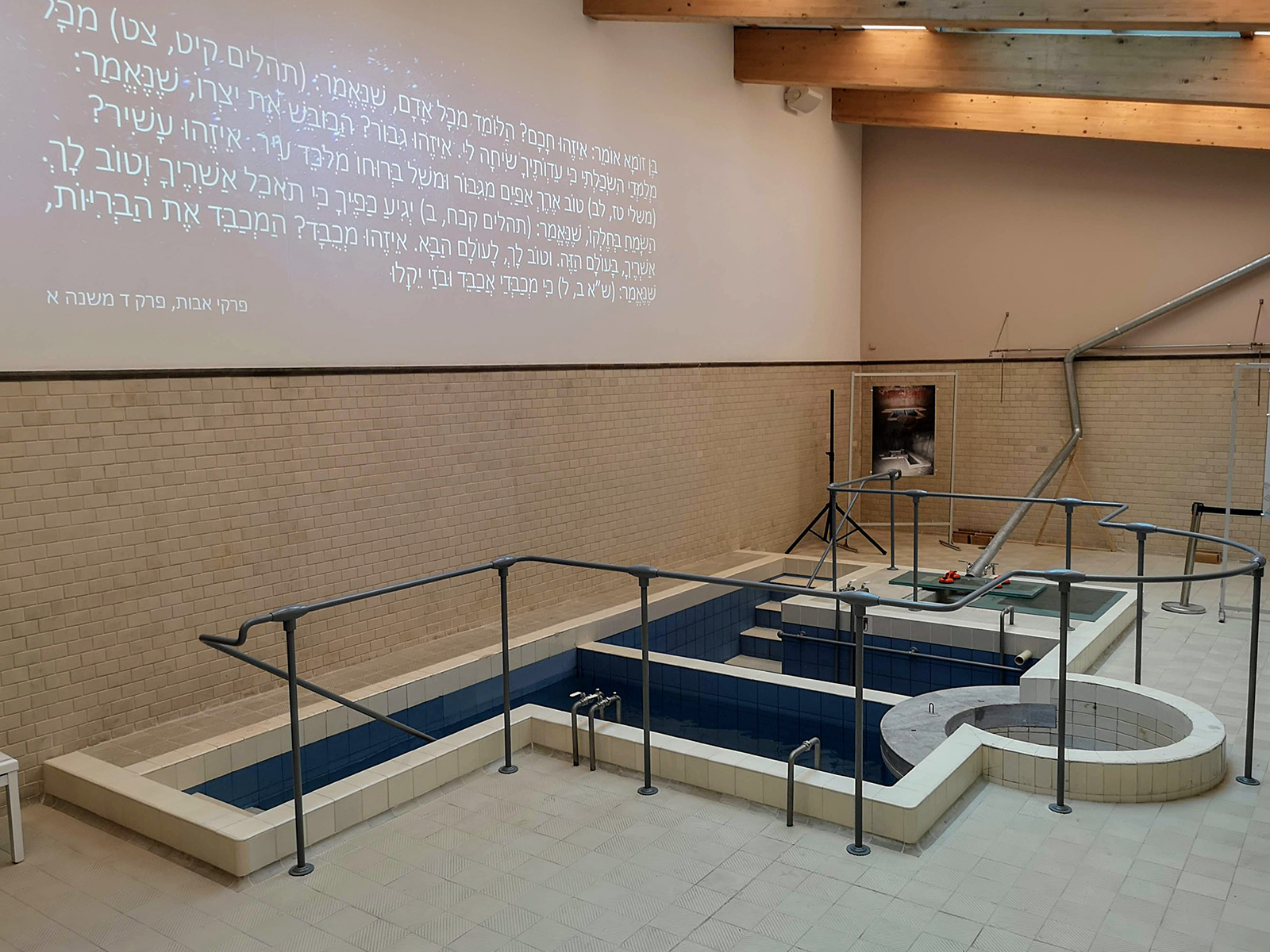
Mykwa, maj 2019
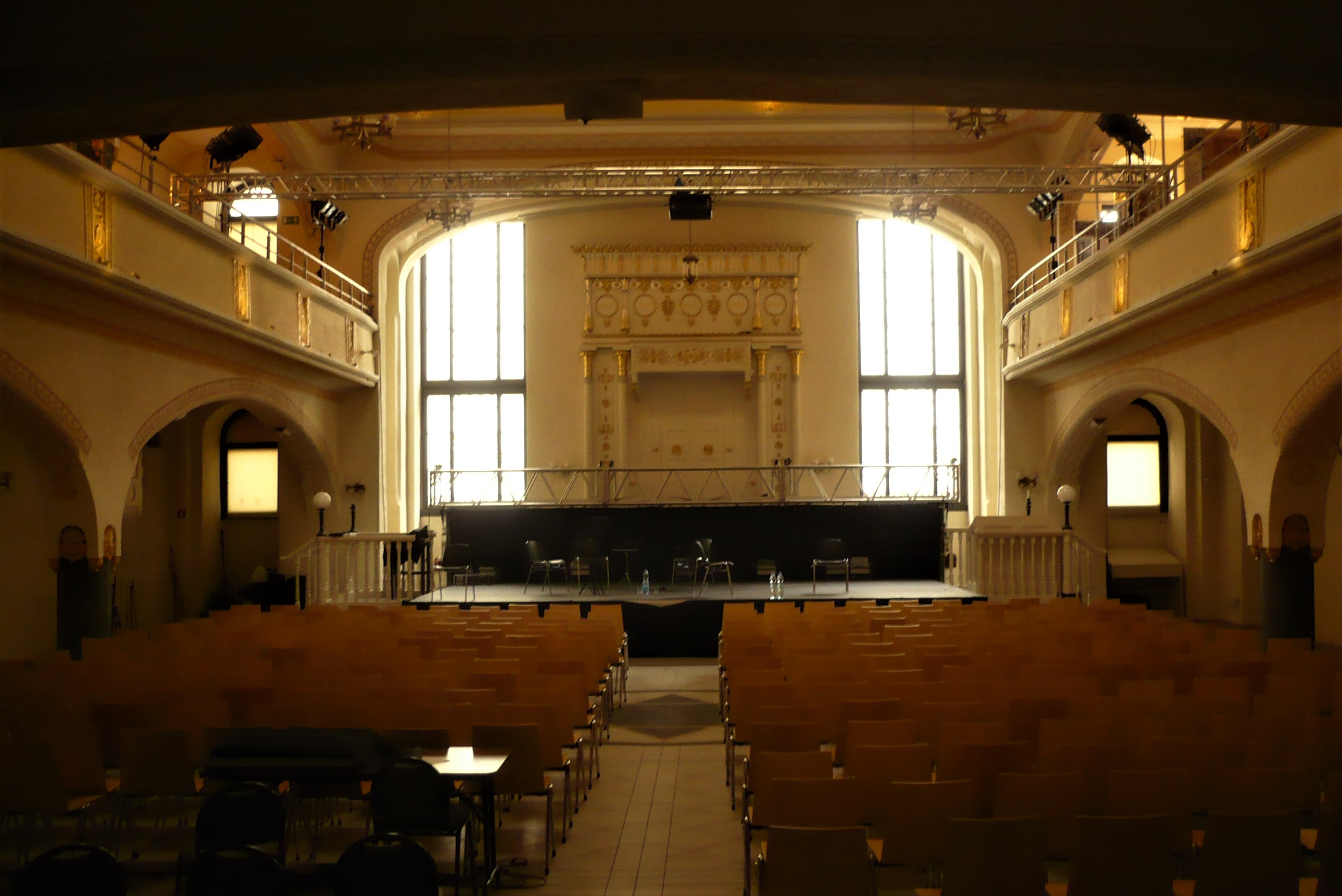
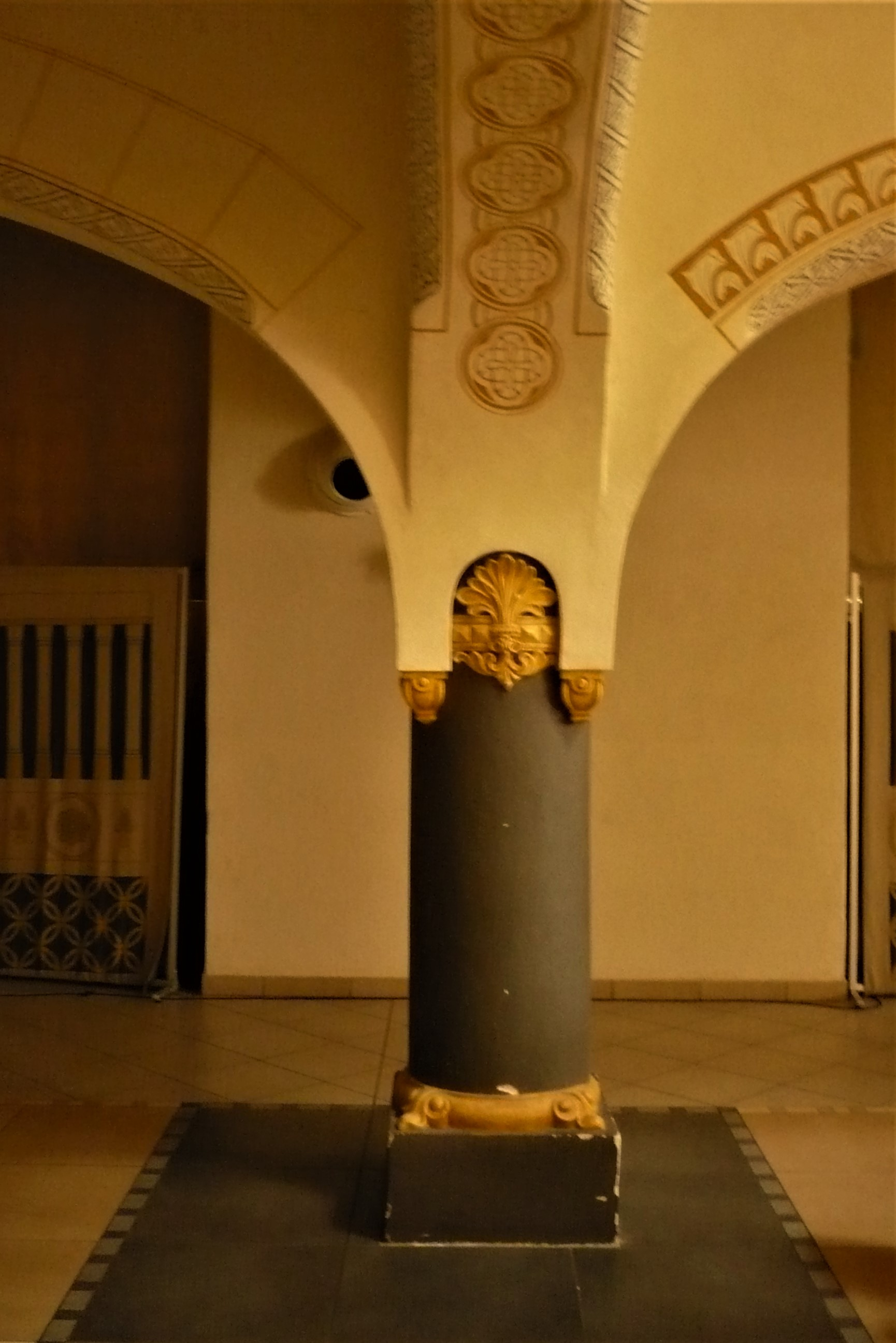
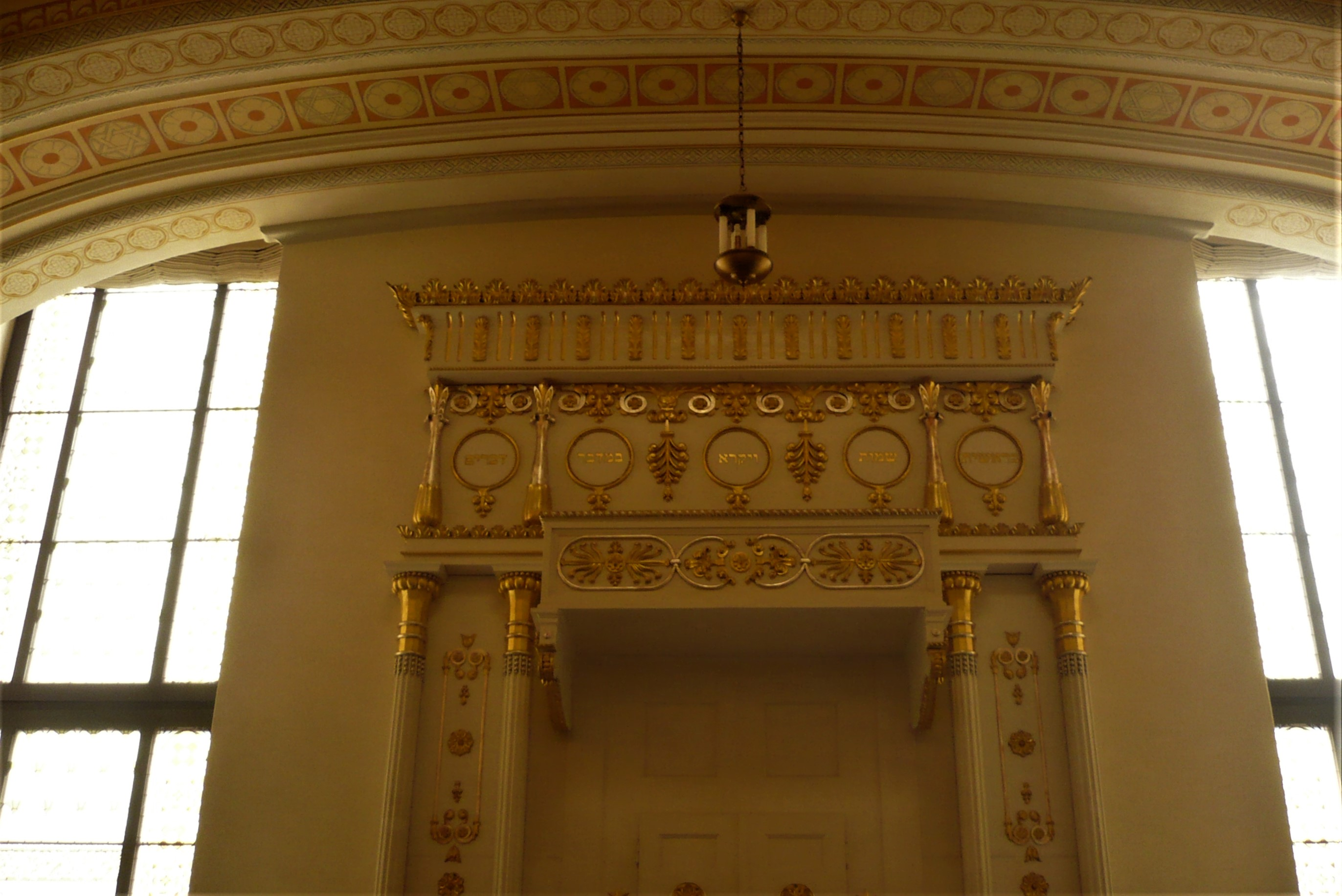
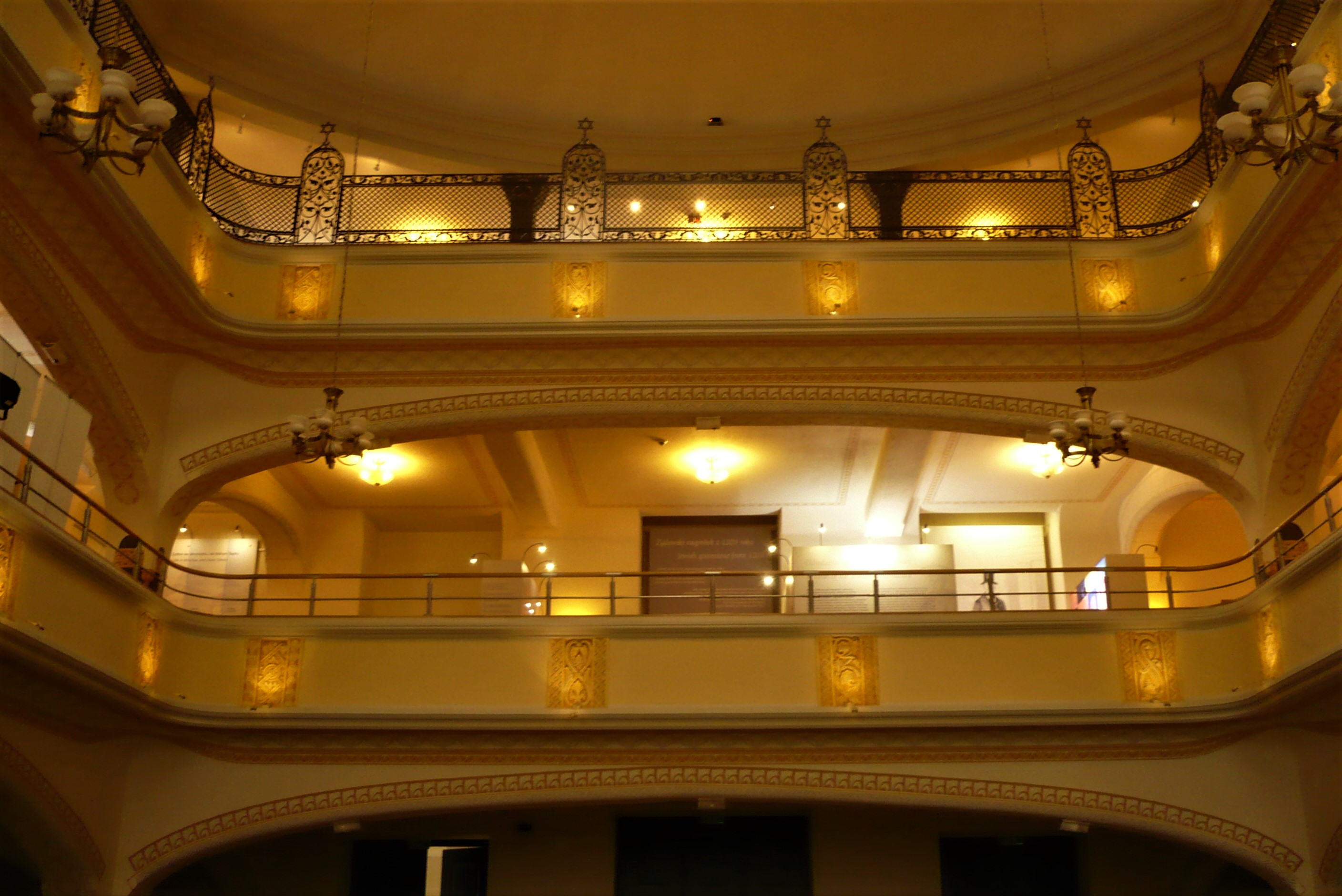
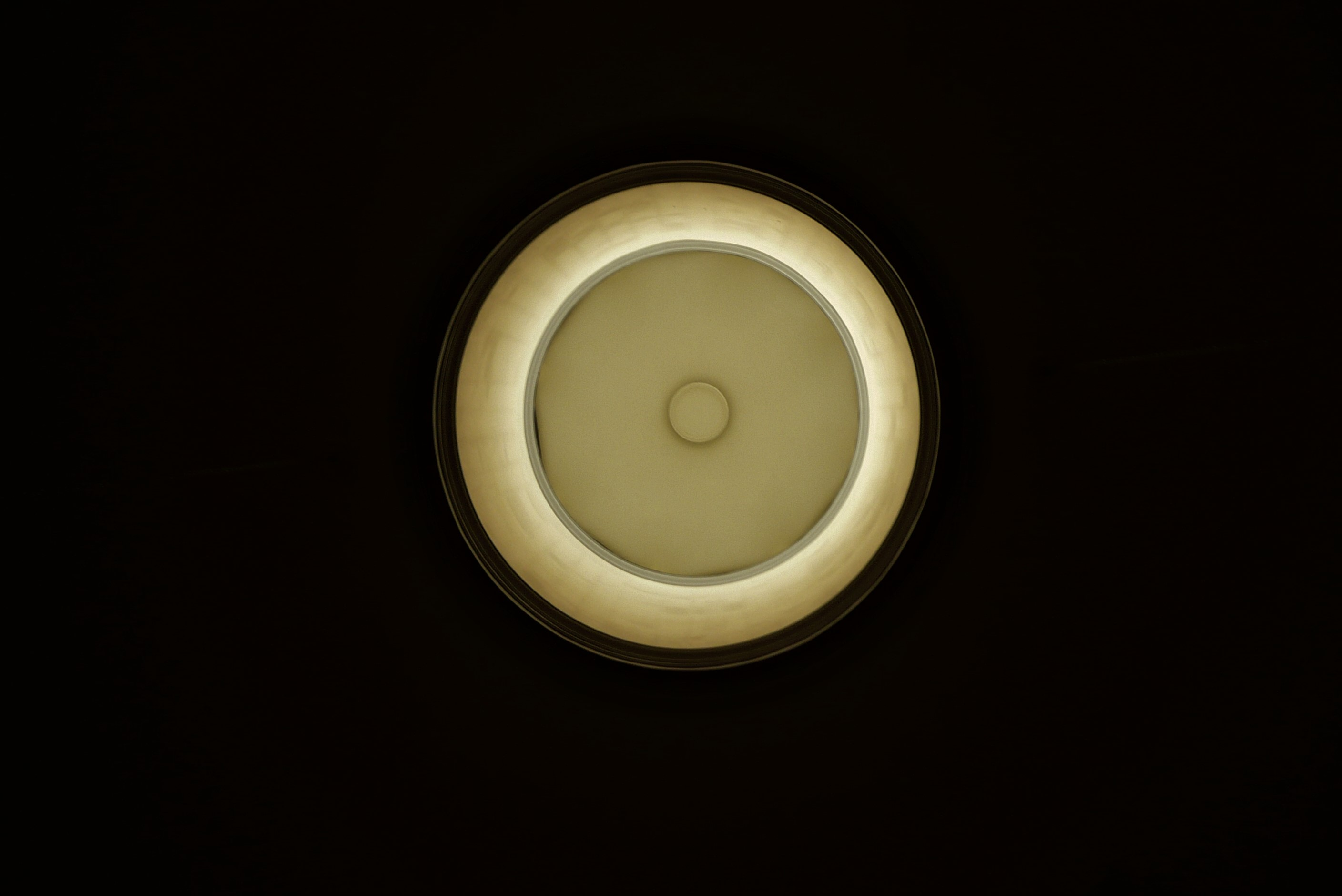
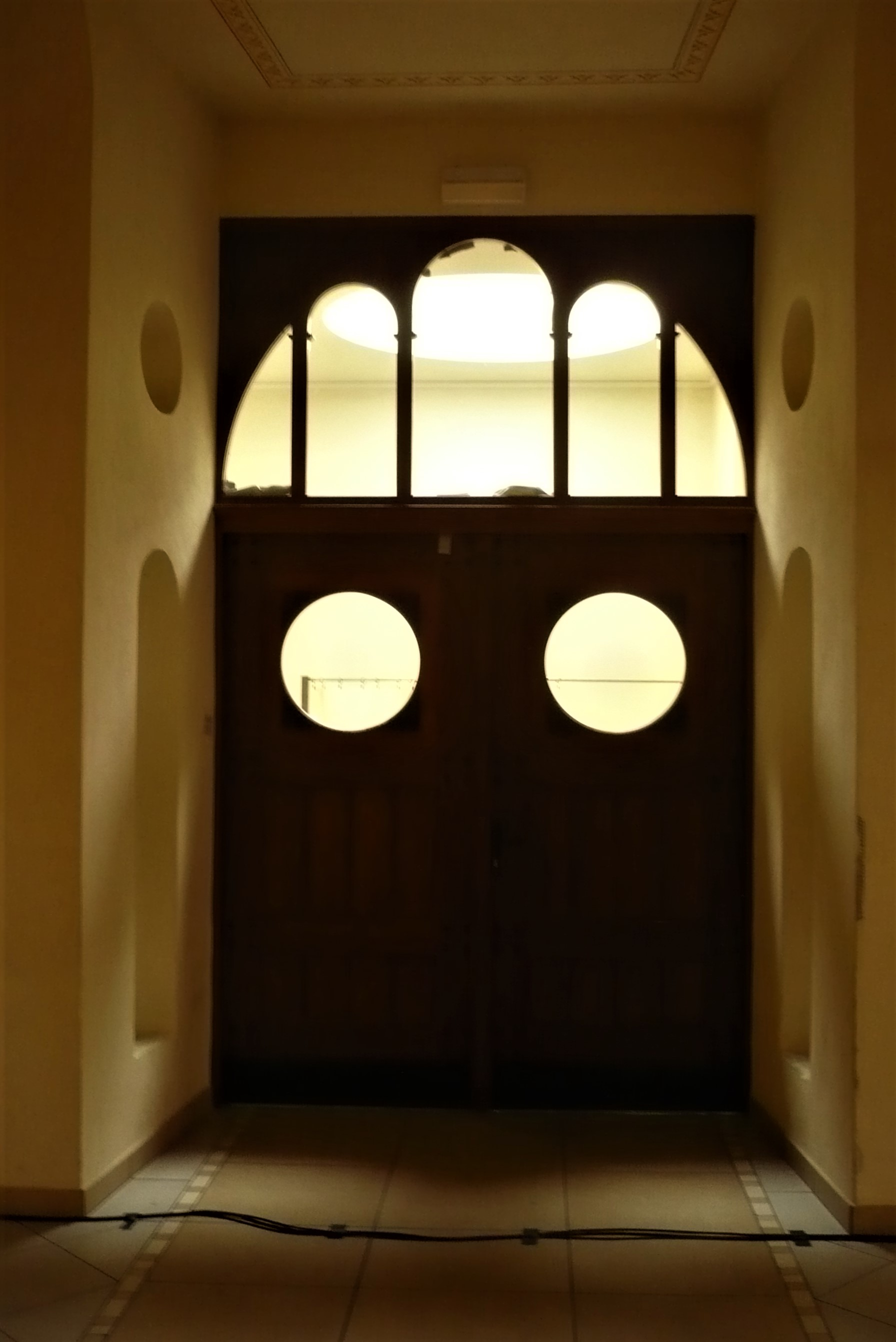